# Калининградский троллейбус
Калинингра́дский тролле́йбус — троллейбусная система общественного транспорта города Калининграда.
Открытая впервые в 1943 году, троллейбусная система Кёнигсберга была уничтожена во время Великой Отечественной войны в ходе Восточно-Прусской наступательной операции 1945 года против немецких войск на Кёнигсбергском направлении 6—9 апреля 1945 года, когда город-крепость был взят штурмом Советской армией.
Повторно троллейбусная система была открыта 5 ноября 1975 года.
В настоящее время в городе действуют 3 троллейбусных маршрута. Их обслуживают 34 троллейбусов.
Эксплуатацию Калининградского троллейбуса осуществляет АО «Калининград-ГорТранс», находящееся по адресу: улица Киевская, 17.

## История

### Кёнигсбергская троллейбусная система (1943—1945)
Первые троллейбусы появились на улицах Кёнигсберга в октябре 1943 года. По приказу гауляйтера Восточной Пруссии Эриха Коха из оккупированного в годы Великой Отечественной войны немецкими войсками города Киева в Кёнигсберг были привезены троллейбусы советского (ярославского) производства «ЯТБ-2», а также провода для контактной сети и оборудование для тяговой подстанции. Для перевозки был выделен специальный эшелон.
Кроме оборудования, из оккупированных районов СССР в Кёнигсберг были доставлены технические специалисты по эксплуатации троллейбусного хозяйства и водители троллейбусов.
Одной из причин, заставивших Коха озаботиться развитием электротранспорта в Кёнигсберге был дефицит бензина для городских автобусов (бензин в первую очередь шёл на нужды фронта).
В Кёнигсберге троллейбусное сообщение осуществлялось по маршруту от нынешней улицы Дзержинского до нынешнего Калининградского мореходного училища на Ленинском проспекте. Тяговая подстанция была размещена в тогдашнем районе Розенау (ныне — рядом с улицей Дзержинского).
Эрих Кох лично открывал троллейбусное движение в восточнопрусской столице. В ходе церемонии он даже заявил, что «ролли-тролли» (так стали называть троллейбусы) помогут Германии выиграть войну.
Перед выходом на линию советские троллейбусы были модернизированы на заводе «Штайнфурт». Здесь установили новые сидения, а пассажирский салон был украшен зеркалами и занавесками.
Кёнигсбергские (бывшие киевские) троллейбусы были утрачены в огне во время штурма города советскими войсками 6-9 апреля 1945 года. Сразу после войны троллейбус восстанавливать не стали. Нынешняя троллейбусная система, построенная с нуля, была открыта в 1975 году.

### Калининградская троллейбусная система (с 1975)
Новая эпоха троллейбуса, теперь уже в Калининграде, началась весной 1975 года с началом строительства линии от площади Калинина до Советского проспекта. Запуск первого маршрута (и, одновременно, новой троллейбусной системы) состоялся 5 ноября 1975 года.
По состоянию на 1997 год в городе работало шесть троллейбусных маршрутов. В 2000-х годах городские власти делали заявления о том, что новые троллейбусные линии будут строиться взамен снятых трамвайных линий, в частности на улицах А. Невского, Горького и Ю. Гагарина.
В действительности была открыта новая линия по улице Горького. С 24 декабря 2007 года маршруты № 3 и № 4 были объединены в один, унаследовавший номер 3. Маршрутный номер 4 был отменён.
Три маршрута были полностью закрыты, два — укорочены. В 2019 году было проведено голосование, о том какой вид электротранспорта будет в Калининграде. Горожане проголосовали за троллейбус и трамвай, в результате правительство города задумалось о расширении маршрутной сети троллейбуса и трамвая.
1 апреля 2025 года и до 31 мая, в рамках эксперимента, маршрут № 2 был продлён в обе стороны от Флотской до Кардиоцентра и от Красной улицы в Сельму. Движение по новым участкам осуществляется на автономном ходу. В ходе эксперимента также было отменено движение автобуса № 33 и маршрутки № 75, вылившееся в недовольство пассажиров и переполнение троллейбусов, следующих по новому маршруту.

## Маршрутная сеть
По состоянию на осень 2010 года в Калининграде имелось пять маршрутов. Существуют планы устройства троллейбусного движения по улицам Александра Невского и Юрия Гагарина в связи с ликвидацией на этих улицах трамвая. Также есть планы строительства троллейбусной линии в посёлок Прибрежный. Однако, в последнее время городские власти перестали говорить о прокладке троллейбусной сети на ул. Александра Невского. Взамен убранной с улицы Горького трамвайной линии смонтирована и запущена троллейбусная линия. Введены маршруты, соединяющие посёлок имени Александра Космодемьянского с Южным микрорайоном и улицей Гайдара.
В настоящее время в Калининграде имеется одно троллейбусное депо (Киевская улица, д. 17).

### Действующие маршруты
- 1: Ул. Ульяны Громовой — Ул. Батальная — Ул. Инженерная — Ул. Киевская — Трамвайное депо — Южный вокзал — Ленинский просп. — пл. Победы — Северный вокзал — Нарвская ул. — Советский просп. — Красная ул.[13]
- 2: Красная улица (обратно — Советский проспект) — Комсомольская улица (обратно — улица Космонавта Леонова) — проспект Мира — Театральная улица — Гвардейский проспект — Московский проспект — Флотская улица[13]
- 7: Поликлиника (пересечение с улицей Гайдара) — улица Горького — улица Черняховского — Ленинский проспект — Московский проспект (туда — через «Лицей № 23») — Флотская улица

### Закрытые маршруты
- 1к: Ул. Ульяны Громовой — Ул. Батальная — Ул. Инженерная — Ул. Киевская — Трамвайное депо[14]
- 3: пос. Борисово — ул. Подполковника Емельянова — ул. Дзержинского — просп. Калинина — Ленинский просп. — Театральная ул. — ЦПКиО (до 2008 года конечным пунктом маршрута был посёлок имени Александра Космодемьянского).
- 3к: пос. Борисово — ул. Подполковника Емельянова — ул. Дзержинского — просп. Калинина — Южный вокзал.
- 4: пос. имени Александра Космодемьянского — ул. Сержанта Карташова — просп. Победы — просп. Мира — Ленинский просп. — Южный вокзал.
- 5:(отменён в январе 2010 года): автоцентр «Тойота» — Московский просп. — Ленинский просп. — Южный вокзал (до сентября 2008 года от Южного вокзала далее шёл по ул. Суворова — завод «Янтарь» — Транспортная ул.). С 21 марта 2010 года маршрут полностью изменён.
- 6: ул. Ульяны Громовой — Батальная ул. — Киевская ул. — Южный вокзал — Ленинский просп. — Театральная ул. — ЦПКиО. Этот маршрут появился в конце 1980-х годов после большой стройки в районе Батальной ул., ул. Ульяны Громовой и далее к Окружной дороге.
- 6к: ул. Ульяны Громовой — Батальная ул. — Киевская ул. — Южный вокзал.

### Проектируемые маршруты
- 3к: пос. Борисово — ул. Подполковника Емельянова — ул. Дзержинского — Второй эстакадный мост — Московский просп. — автоцентр «Тойота».
- 3: пос. Борисово — ул. Подполковника Емельянова — ул. Дзержинского — просп. Калинина — Ленинский просп. — Московский просп. — автоцентр «Тойота».
- 4: ул. Ульяны Громовой — Батальная ул.  — Инженерная ул. — Киевская ул. — Южный вокзал — ул. Суворова — завод «Янтарь» — Транспортная ул.
- 8: автоцентр «Тойота» — Московский просп. — Ленинский просп. — пл. Победы — Нарвская ул. — Советский просп. — Чкаловский поворот.
- 9 (2016 год):  ул. Ульяны Громовой — Батальная ул. — Инженерная ул. — Киевская ул. — Южный вокзал — Ленинский просп. — пл. Победы — Северный вокзал — Нарвская ул. — Советский просп. — ул. Согласия — СК Янтарный.

## Подвижной состав
По состоянию на лето 2012 года подвижной состав Калининградского троллейбуса состоял из 48 машин. Бо́льшая их часть — троллейбусы ЗиУ-9 (модификация ЗиУ-682) и Тролза-5275.05 «Оптима» (закуплено 10 единиц в 2006 году).
Летом 2006 года мэрия Калининграда провела конкурс на закупку десяти новых троллейбусов. Конкурс выиграли производители троллейбусов из Энгельса (компания «ТролЗа»). Тем не менее, Волгоградский завод «Русский автобус», оказавшийся на втором месте, счёл нужным прислать в Калининград на обкатку троллейбус своего производства (троллейбус на базе автобуса «ЛиАЗ»). Этот троллейбус, получивший б/н 153 должен был проработать три месяца на маршруте № 2. Его опытная эксплуатация началась 8 августа. В итоге троллейбус проработал на улицах Калининграда 12 лет до своего списания в 2018 году.
В 2009 году было получено 18 машин «ЗиУ-682Г-016.04».
2 марта 2011 года прибыл троллейбус четвёртого поколения «АКСМ-420030». Спустя год состоялась встреча руководства города с представителями белорусского завода «Белкоммунмаш» (БКМ), в ходе которой было подписано соглашение о поставке ещё одиннадцати троллейбусов «АКСМ-420030». 1 июля 2012 года в город прибыл первый из этих одиннадцати троллейбусов.
В 2013 году было получено 6 троллейбусов ВМЗ-5298.01 «Авангард».
В сентябре 2023 года в Калининградский троллейбусный парк прибыл на испытания троллейбус модели Синара-6254. С 25 сентября по 6 октября троллейбус обкатывался вместе с пассажирами по маршруту № 7.
В конце 2024 года в город поступили 13 троллейбусов модели Синара-6254 и 2 троллейбуса модели ВМЗ-5298.01 «Авангард». 13 января 2025 года троллейбусы модели Синара-6254 вышли на маршрут №2.
|                 | ВМЗ-5298.01 | Тролза-5275.05 | ЗиУ-682Г-016.04 | Синара-6254.00 | БКМ-420030 |
| эксплуатируется | 7           | 4              | 9               | 13             | 1          |
| Всего           | 7           | 7              | 10              | 13             | 5          |